# Šatovník zlatoprsý
Šatovník zlatoprsý (Paroreomyza maculata) je kriticky ohrožený, dnes již možná vyhynulý druh pěnkavovitého ptáka, který se vyskytoval na havajském ostrově Oahu. Žil v tamějších lesích, přičemž se nevyhýbal ani nepůvodním porostům, například tungovníkovým. Vzhledem k tomu, že druh je již pravděpodobně vyhynulý, o některých aspektech jeho chování se toho mnoho neví. Šatovník zlatoprsý žil v menších skupinkách. Živil se hmyzem, který vybíral z trouchnivějícího dřeva nebo stromových dutin. Rozmnožování probíhalo mezi lednem a červnem s vrcholem v dubnu. Hnízdo, vystlané rostlinnými materiály, mělo šálkovitý tvar, bylo tvořeno větvičkami, mechem a lišejníky a pospojováno pavučinami.
Malý pták s rovným zobákem, asi 11 cm dlouhý. Samec měl žlutozelený hřbet, ve středu hřbetu přecházelo zbarvení do tmavších odstínů. Spodek těla, čelo a obočí byly žluté. Samice byly zbarveny matněji než samec. Mladí jedinci byli ještě tmavší, se šedavě olivově hnědým hřbetem. Oči byly u obou pohlaví hnědé, končetiny tmavohnědé. Podobným druhem je šatovník oahský (Hemignathus flavus).
Za úbytek šatovníka zlatoprsého mohly převážně nemoci šířené nepůvodními komáry v nížinách ostrova. V 90. letech 19. století byl šatovník zlatoprsý lokalizován pouze v horách Wai‘anae a Ko‘olau v nedmořské výšce přes 500 m. Během rozsáhlého průzkumu z roku 1935 nebyl nalezen ani jediný. Z roku 1968 pochází pozorování většího hejna šatovníků zlatoprsých, přičemž byl získán poslední vzorek. Poslední pozorování dvou ptáků pochází ze 12. prosince 1985, od té doby nebyl šatovník pozorován. Podle Mezinárodního svazu ochrany přírody je druh kriticky ohrožený, zřejmě vyhynulý. Je nicméně možné, že v izolovaných částech ostrova některá malá populace stále přežívá.